# Geranium kilimandscharicum
Geranium kilimandscharicum là một loài thực vật có hoa trong họ Mỏ hạc. Loài này được Engl. mô tả khoa học đầu tiên năm 1892.